# Missas Pantazopoulos
Michalīs Pantazopoulos, detto Missas (in greco Μιχάλης "Μίσσας" Πανταζόπουλος?; 1924 – 25 aprile 2006), è stato un cestista e allenatore di pallacanestro greco.

## Carriera
Con la Grecia ha disputato i Campionati europei del 1949, vincendo la medaglia di bronzo.
Da allenatore ha guidato la Grecia ai Campionati europei del 1967.

## Palmarès

### Giocatore
- Campionato greco: 5

Panellīnios: 1938-39, 1939-40
Panathinaikos: 1945-46, 1946-47, 1949-50

### Allenatore
- Campionato greco: 8

Panathinaikos: 1945-46, 1946-47, 1949-50, 1950-51
AEK Atene: 1962-63, 1963-64, 1964-65, 1965-66